# Julius Giere
Julius Giere (* 1807; † 1880) war ein deutscher Hof-Lithograf, Fotograf, Zeichner, Maler und Verleger in Hannover im damaligen Königreich Hannover.

## Leben und Werk

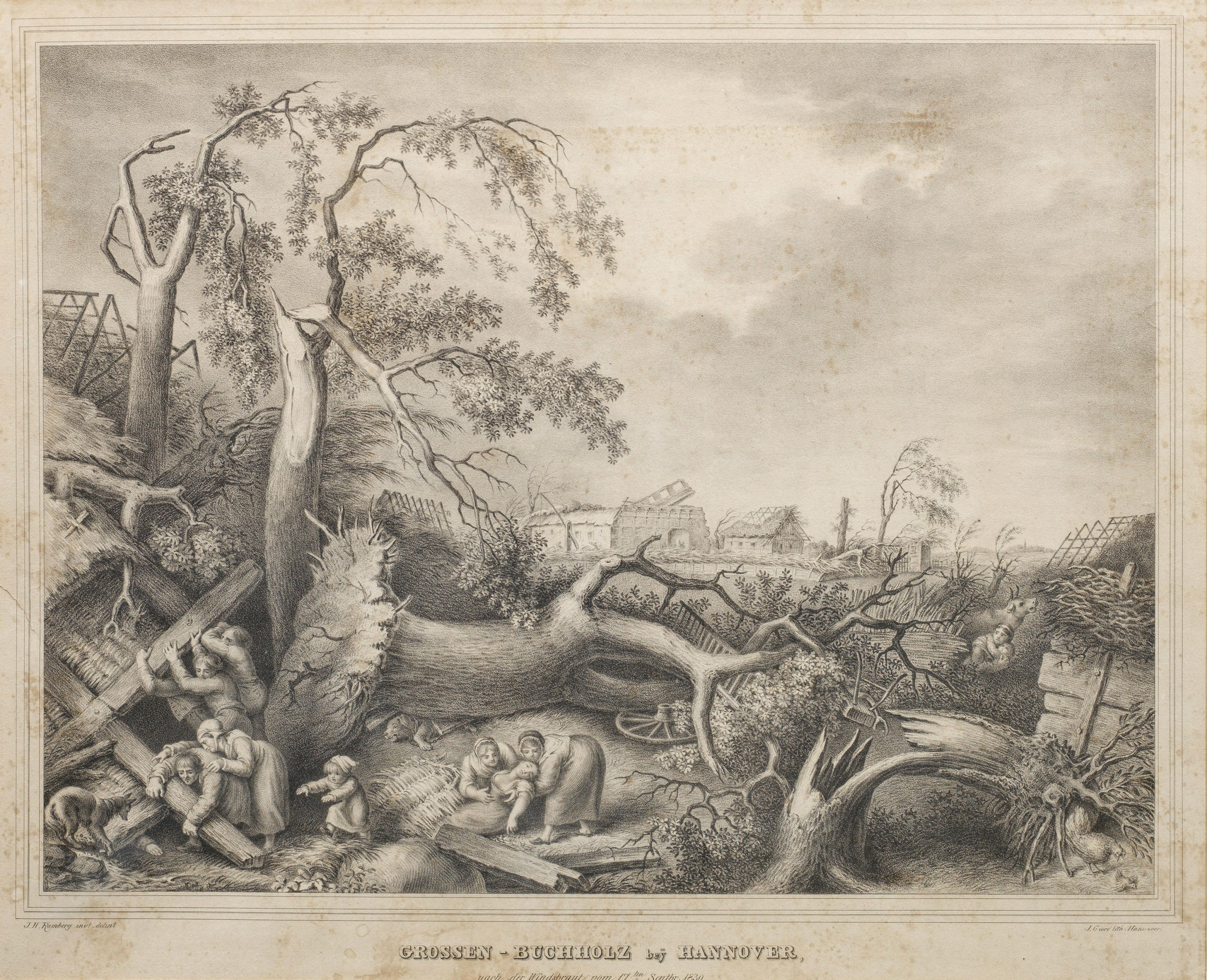
„Grossen Buchholz nach der Windsbraut“ vom 17. September 1830; Lithografie „Zum Besten der Armen“ von Giere nach Johann Heinrich Ramberg

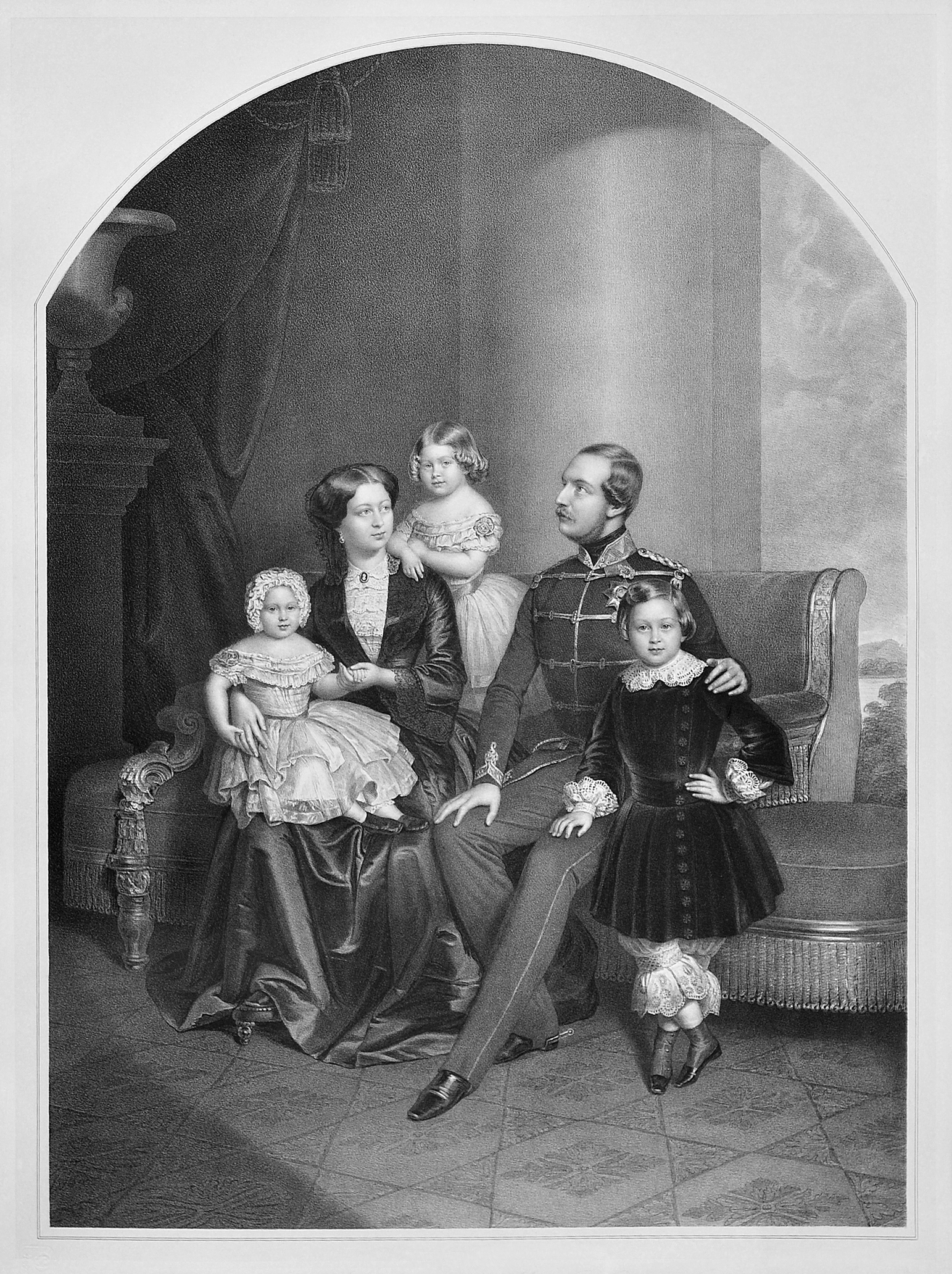
Familie von Georg V., König von Hannover. Lithografie von Julius Giere, gedruckt in der Hof-Steindruckerei Julius Giere in Hannover.

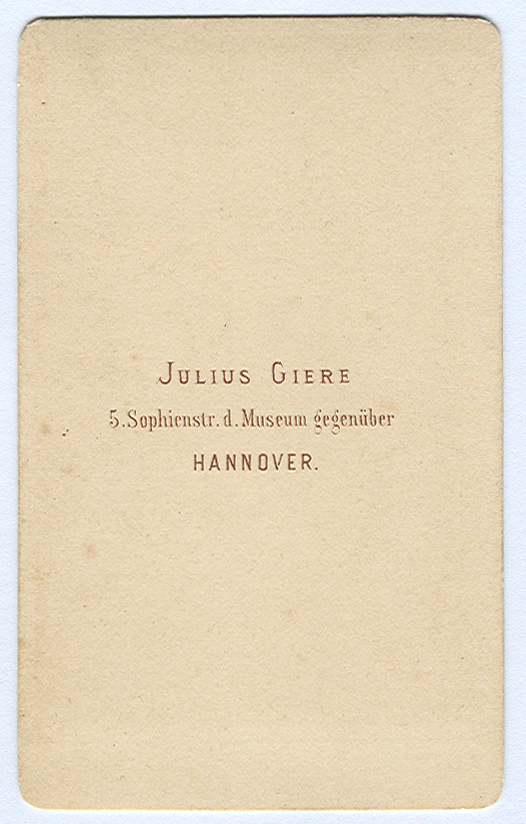
Revers einer von Giere produzierten Carte de visite

Julius Giere (Carl Ludolph Julius Giere) war ein Sohn des Hannoverschen Miniaturmalers und Kupferstechers Johann Christoph Franz Giere (1774–1825). Julius Giere war spätestens von 1831 an in Hannover tätig, wohnte nachweislich 1842 als Hofsteindrucker in der Burgstraße von Hannover und betrieb die ab 1831 nachgewiesene Hof-Steindruckerei Julius Giere.
Die Hof-Steindruckerei Julius Giere war bekannt für die Herstellung der Porträts von Schauspielern, Musikern, Schriftstellern und Angehörigen des Hochadels und des Königshauses Hannover. Julius Giere verwendete fremde Vorlagen oder eigene Zeichnungen und Entwürfe. Julius Giere schuf und verlegte auch Ortsansichten, Ortspläne, Grafiken für aktuelle Anlässe und Reproduktionen von historischen Gemälden. Er gab Lithografien für den Kunstverein Hannover heraus, die eine weite Verbreitung fanden.
Als einer der Ersten nutzte er die Daguerreotypie als neues Verfahren der Fotografie und betrieb die Fotografische Kunst-Anstalt Julius Giere in der Sophienstraße 5, „d. Museum (für Kunst und Wissenschaft, heute Künstlerhaus Hannover) gegenüber“.
Giere war befreundet mit dem hannoverschen Maler Edmund Koken.